# Miagao
Miagao is een gemeente in de Filipijnse provincie Iloilo op het eiland Panay. Bij de laatste census in 2010 telde de gemeente bijna 65 duizend inwoners.

## Geografie

### Bestuurlijke indeling
Miagao is onderverdeeld in 119 barangays en is daarmee de grootste in de Filipijnen:
| - Agdum - Aguiauan - Alimodias - Awang - Oya-oy - Bacauan - Bacolod - Bagumbayan - Banbanan - Banga - Bangladan - Banuyao - Baraclayan - Bariri - Baybay Norte - Baybay Sur - Belen - Bolho - Bolocaue - Buenavista Norte - Buenavista Sur - Bugtong Lumangan - Bugtong Naulid - Cabalaunan - Cabangcalan - Cabunotan - Cadoldolan - Cagbang - Caitib - Calagtangan - Calampitao - Cavite - Cawayanan - Cubay - Cubay Ubos - Dalije - Damilisan - Dawog - Diday - Dingle | - Durog - Frantilla - Fundacion - Gines - Guibongan - Igbita - Igbugo - Igcabidio - Igcabito-on - Igcatambor - Igdalaquit - Igdulaca - Igpajo - Igpandan - Igpuro - Igpuro-Bariri - Igsoligue - Igtuba - Ilog-ilog - Indag-an - Kirayan Norte - Kirayan Sur - Kirayan Tacas - La Consolacion - Lacadon - Lanutan - Lumangan - Mabayan - Maduyo - Malagyan - Mambatad - Maninila - Maricolcol - Maringyan - Mat-y - Matalngon - Naclub - Nam-o Sur - Nam-o Norte - Narat-an | - Narorogan - Naulid - Olango - Ongyod - Onop - Oyungan - Palaca - Paro-on - Potrido - Pudpud - Pungtod Monteclaro - Pungtod Naulid - Sag-on - San Fernando - San Jose - San Rafael - Sapa - Saring - Sibucao - Taal - Tabunacan - Tacas - Tambong - Tan-agan - Tatoy - Ticdalan - Tig-amaga - Tig-Apog-Apog - Tigbagacay - Tiglawa - Tigmalapad - Tigmarabo - To-og - Tugura-ao - Tumagboc - Ubos Ilawod - Ubos Ilaya - Valencia - Wayang |

## Demografie
Miagao had bij de census van 2010 een inwoneraantal van 64.545 mensen. Dit waren 4.047 mensen (6,7%) meer dan bij de vorige census van 2007. Ten opzichte van de census van 2000 was het aantal inwoners gegroeid met 7.453 mensen (13,1%). De gemiddelde jaarlijkse groei in die periode kwam daarmee uit op 1,23%, hetgeen lager was dan het landelijk jaarlijks gemiddelde over deze periode (1,90%).

De bevolkingsdichtheid van Miagao was ten tijde van de laatste census, met 64.545 inwoners op 156,8 km², 411,6 mensen per km².